# René Dagron
René Prudent Patrice Dagron (17 març 1819 – 13 juny 1900) va ser un fotògraf i inventor. francès. Va néixer a Aillières-Beauvoir, Sarthe, França. El 21 de juny de 1859, se li va concedir a Dagron la primera patent de la història sobre microfotografia. Dagron també és considerat l'inventor de les Bijoux photographiques microscopiques (joies fotogràfiques microscòpiques) conegudes com a Visors Stanhope o simplement Stanhopes, atès que va utilitzar una modificació de la lent de Stanhope per poder veure una fotografia microscòpica encolada a un extrem de la lent.

## Primers anys
Es va criar a la França rural però la va deixar per Paris a una edat primerenca. A París es va distingir en l'estudi de Física i Química. Com a estudiant de química Dagron es va interessar en els Daguerreotips en el moment en què es va anunciar el procés per produir-los, el 19 d'agost de 1839. Després de la seva graduació, Dagron va obrir un estudi de retrat fotogràfic a París, en aquest estudi es va anar familiaritzant amb els processos de col·lodió humit i col·lodió-albumen de placa seca que més tard adaptaria a les seves tècniques de microfotografia.

## Visors Stanhope

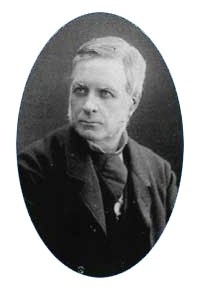
René Dagron

Al 1857 els microfilms de John Benjamin Dancer van ser exhibits a París per primer cop, Dagron va veure el seu potencial immediatament i va tenir l'acudit d'utilitzar el concepte de microfotografia per produir senzills visors de microfilms que ell més tard va fabricar incorporant-los a productes innovadors com per exemple articles per a les botigues de souvenirs i altres aplicacions.
El 1860, René Dagron va crear un micro-visor amb la lent de Stanhope. Les vistes estaven comprimides dins d'una vareta de vidre de 3 mm de diàmetre i de 5 a 6 mm de llargària. L'augment és d'al voltant 100 vegades. Molt poc després del llancement, Dagron va trobar problemes amb imitadors i persones que infringien les seves patents.
El 21 de juny de 1859, Dagron li va ser concedida la primera patent de microfilm de la història i al mateix any va introduir la seva miniatura fotogràfica "Stanhope toys and jewels" (joguines i joies) durant l'Exposició Internacional de París. Dagron feia les seves microfotografies amb un aparell construït per l'òptic francès Duboscq.
El 1862, Dagron va exhibir les seves miniatures el Visor Stanhope durant la fira Internacional de Londres. A dita Fira va rebre una menció d'honor i va poder presentar un conjunt de microfotografies a la Reina Victoria. El mateix any Dagron va publicar el seu llibre: "Cylindres photo-microscopiques montes et non-montes sur bijoux, brevetes en France et a l'etranger". (traduït com: " cilindres fotomicroscòpics muntats i no muntats en joies: patentats a França i a l'estranger").
El 1864 Dagron va publicar el fullet de 36 pàgines Traité de Photographie Microscopique en el qual va descriure amb gran detall el procés que va inventar per a la producció de microfilms positius a partir de negatius de mida normal. Es considera que la indústria del microfilm va ser creada per ell, començant el 1859 quan va obtenir la seva patent.

## Guerra Franco-Prussiana

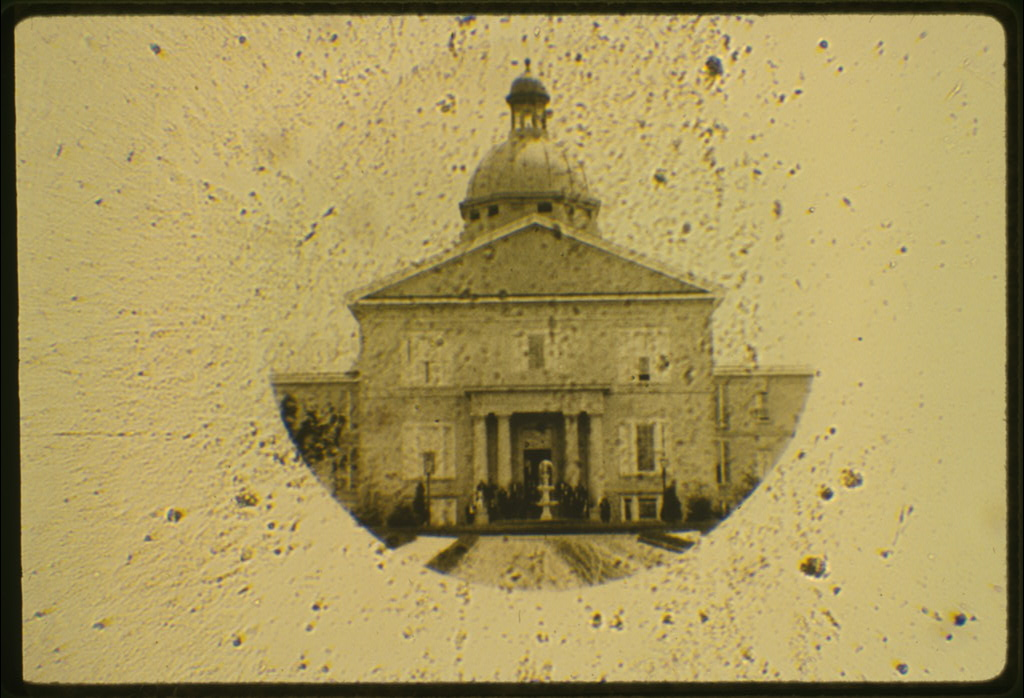
Una microfotografia d'1 mm de diàmetre, ca. 1858.

Durant el Setge de Paris (1870–1871) pels exèrcits Prussians Dagron proposar a les autoritats que utilitzessin el seu procés de microfotografia per transportar els missatges amb coloms missatgers a través de les línies alemanyes.
Rampont, l'home al càrrec del programa de coloms missatgers, va estar-hi d'acord i es va signar un contracte l'11 de novembre. D'acord amb el contracte se li havia de pagar 15 francs per cada 1000 caràcters fotografiats. Una clàusula en el contracte, signada per un funcionari anomenat Picard, donava Dagron el càrrec "cap del servei de correspondència postal fotomicroscòpica" en francès:"M. Dagron a le titre de chef de service des correspondences postales photomicroscopiques. Il relève directement du Directeur Général des Postes" (traduït: "M. Dagron té el títol de cap del servei de correspondència postal fotomicroscòpica. Informa directament al Director General de l'Oficina de Correus").
Després d'un període de dificultats i per raó de les dificultats causades per la guerra i la manca d'equipament, Dagron finalment va aconseguir una reducció fotogràfica de més de 40 diàmetres. Els microfilms d'aquesta manera pesaven aproximadament 0.05 grams cada un i un colom era capaç de portar-ne fins a 20 alhora. Fins a aquell moment una pàgina d'un missatge podia ser copiada en un microfilm d'aproximadament 37 mm per 23 mm però Dagron va ser capaç de reduir-ho a una mida d'aproximadament 11 mm per 6 mm que era una reducció significativa en l'àrea de la microfotografia.
Dagron va fotografiar pàgines dels diaris en la seva totalitat que després es convertien en fotografies en una miniatura. Un cop revel·lada es retirava la pel·lícula de col·lodió de la base de vidre i s'enrotllava fermament en una forma cilíndrica que després s'inseria en els tubs miniatura que serien transportats fixats a les plomes de la cua dels coloms. Un cop rebuda la microfotografia es tornava a unir a un marc de vidre i després es va projectava amb una mega-llanterna màgica sobre una pantalla a la paret. El missatge contingut en el microfilm era transcrit o copiat llavors de la paret per un grup d'amanuenses.
Al 28 gener de 1871, quan París i el Govern de la defensa Nacional es van rendir, Dagron havia lliurat 115,000 missatges a París per colom missatger.